# Juan Mora Cattlet
Juan Mora Catlett (31 de març de 1949) és un director de cinema, editor i guionista mexicà.

## Biografia
Fill de l'artista Elizabeth Catlett i de Francisco Mora Pérez. Va ingressar al Centro Universitario de Estudios Cinematográficos (CUEC) el 1967, on va realitzar el seu primer curtmetratge. Va gravar en cinema escenes del Moviment estudiantil de 1968 a Mèxic com la Manifestación del silencio. Aquest mateix any va iniciar els seus estudis en la Facultat de Cinema i Televisió de la Acadèmia d'Arts, Arquitectura i Disseny de Praga, en la llavors Txecoslovàquia. En aquest mateix centre d'estudis cursaria el mestratge en cinema i televisió. A partir de 1975 va ser professor del CUEC i posteriorment al Centro de Capacitación Cinematográfica; een totes dues institucions ha estat professor de molts directors i directores notables del cinema mexicà. Els gèneres en els quals ha incursionado en cinema són la ficció i formats com a curtmetratges (25) i els documentals.
En televisió va ser director, guionista i editor de la sèrie La hora marcada de Televisa. Ha dirigit i produït més de 70 documentals per institucions com la Secretaría de Educación Pública i l'Instituto Nacional de Bellas Artes de Mèxic i el Detroit Council of Arts.
És membre actiu de l’Academia Mexicana de Artes y Ciencias Cinematográficas

## Filmografia

### Llargmetratges
- 1990 - Tornada a Aztlán (In Necuepaliztli in Aztlan)
- 2006 - Erendira Ikikunari (Eréndira, la Indomable)
- 2017 - La ira o el Seol

### Curtmetratges
- 1967 - Las sillas
- 1970 - El buzón
- 1970 - Tortas de crema
- 1971 - La muñeca
- 1972 - Las visitas
- 1972 - Gastrabaiter
- 1972 - El jockey
- 1972 - Poema mecánico

### Documentals
- 1975 - El niño, la familia y la comunidad
- 1976 - The work of Elizabeth Catlett
- 1983 - Manuel Álvarez Bravo, fotógrafo
- 1983 - Recuerdos de Juan O' Gorman

## Premis i reconeixements
- 1972 - Premi de la Crítica, Festival d'Escoles de Cinema a Cracòvia per Poema mecánico.
- 1976 - Ciutadania Honoraria de la Ciutat de Nova Orleans, atorgada per l'Alcalde per la pel·lícula The work of Elizabeth Catlett el 4 de juliol. els Estats Units.
- 1982 - Premi Ariel per Millor Editor per a la pel·lícula de llargmetratge Ora sí ¡tenemos que ganar! per l’Academia Mexicana de Ciencias y Artes Cinematográficas.
- 1983 – Nominat a l’Ariel al Millor Documental, per Manuel Álvarez Bravo, fotógrafo per l’Academia Mexicana de Ciencias y Artes Cinematográficas .
- 1983 - Nominat a l’Ariel al Millor Documental, per Recuerdos de Juan O'Gorman, fotógrafo per l’Academia Mexicana de Ciencias y Artes Cinematográficas .
- 1985 – Premi Colón de Oro al Millor documental, al IX Festival de Cinema Iberoamericà de Huelva per Recuerdos de Juan O' Gorman.
- 1986 - 1987 - Beca de la Fundació John Simon Guggenheim[5] per a la realització del projecte cinematogràfic Retorno a Aztlán.
- 1987 - Premi Ariel al Millor Guió de Cinema per al llargmetratge Crónica de familia per l’Academia Mexicana de Ciencias y Artes Cinematográficas .
- 1987 – Premi al Millor Guió pel llargmetratge Crónica de familia en el III Concurs de Cinema Experimental de l’Instituto Mexicano de Cinematografía i del Sindicato de Trabajadores de la Producción Cinematográfica.
- 1987 - Nominat a la Diosa de Plata 1986 pel Millor Llibre Cinematogràfic per al llargmetratge Crónica de familia. Periodistas Cinematográficos Mexicanos (PECIME). .
- 1992 - Gran Premi Especial del Jurat del VII Festival de Cinema Latinoamericà de Trieste, per Retorno a Aztlán.
- 1998 - 2000 - Beca de la Fundació John D. & Catherine T. MacArthur per al desenvolupament del projecte cinematogràfic Eréndira, la indomable.
- 1997 - 1998 - Beca Bancomer-Rockefeller-FONCA del Fideïcomís per la Cultura de Mèxic/Estats Units, per al desenvolupament del documental "Bety y/& Pancho".
- 1987 - Premi Ariel, Millor Guió Cinematogràfic per Crónica de familia

- 2007 - Nominació al Premi Ariel per Millors Efectes Especials per a la pel·lícula Eréndira, Ikikunari per l'Academia Mexicana de Ciencias y Artes Cinematográficas, México.
- 2007 - Presea "José Tocaven al Mérito Artístico" del periòdic "La Voz de Michoacán", rebut de mans del C. President dels Estats Units Mexicans, Mèxic.
- 2007 - Reconeixement per la Difusió de les Llengües Indígenes als Mitjans de comunicació Massius amb les Pel·lícules "Retorn a Aztlán", en nàhuatl, i "Eréndira, la indomable", en purépetxa, per la Secretaría de Educación Pública.
- 2008 - Premi al Millor Director i Millor Pel·lícula, Annual Hispanic Film Festival per Eréndira, Ikikunari,
- 2008 - Esment Especial del Jurat Oficial per al llargmetratge Eréndira, la Indomable, 10es Rencontres du Cinema Sud-Americain, Marsella, França.
- 2008 - Premis a la Millor Pel·lícula i Millor Director per Eréndira, la Indomable en el 8th Indio Hispanic Film Festival, Califòrnia.
- 2009 - Premi Universitat Nacional en Docència en Arts com a formador de cineastes en el CUEC, atorgat per la Universitat Nacional Autònoma de Mèxic.
- 2012 - Premi Especial per la pel·lícula Retorno a Aztlán en el 1r Festival Internacional de Cultures Indígenes, Presidència Municipal, Ixmiquilpan, Hidalgo, Mèxic.
- 2013 - Medalla al Mèrit Universitari - Universitat Nacional Autònoma de Mèxic.
- 2016 - Reconeixement al Mèrit Acadèmic per la AAPAUNAM, Associacions Autònomes del Personal Acadèmic de la UNAM, Mèxic.
- 2016 - Es crea el Premi Juan Mora al Sustefest Festival de Cinema de Suspens i Terror, així com homenatge al seu treball al gènere, Guanajuato, Mèxic.
- 1994 - 1999 i 2012 - 2014 - Membre del Sistema Nacional de Creadors.[6]
- 2019 -  Premi a l'Excel·lència Docent en la categoria de Trajectòria i Assoliments Docents (Lifetime Educational Achievement) atorgat pel CILECT (Centre International de Liaison des Ecoles de Cinéma et de Televisión).[7][8]
- 2023 - Ariel d'Or.[9]